# Walter Wolf
Pour les articles homonymes, voir Wolf.
Walter Wolf, né le 5 octobre 1939 à Graz en Autriche, est un entrepreneur canadien et le fondateur de l'écurie de Formule 1 Walter Wolf Racing.

## Biographie
Walter Wolf est né le 5 octobre 1939 en à Graz, en Autriche. Son père est d'origine souabe allemande et sa mère d'origine slovène. Sa famille est très modeste et pour financer ses études, il collecte et revend des vieux métaux.
En 1958, sa famille émigre au Canada. Il fait fortune dans l'exploitation des plates-formes de forage sous-marin peu après avoir obtenu la nationalité canadienne,.
Passionné de sport automobile, Wolf se lance en 1975 en tant que mécène de la modeste écurie Williams puis, en 1976, rachète à Frank Williams la majorité des parts de l'écurie. L'équipe, rebaptisée Wolf-Williams, engage des châssis Hesketh. L'association entre Wolf et Williams ne dure qu'un an : fin 1976, Walter Wolf rachète la totalité de l'écurie et se sépare de Frank Williams. L'écurie devient alors officiellement « Walter Wolf Racing ».
L'écurie s'impose dès son premier Grand Prix, en 1977. Son écurie remporte également le Grand Prix de Monaco et le Grand Prix du Canada. À la fin de la saison 1977, le Walter Wolf Racing se classe deuxième du championnat des constructeurs.
En 1979, après seulement trois saisons, Walter Wolf décide alors de stopper l'activité de son écurie.
Fidèle client de la marque Lamborghini, il est déçu par la Lamborghini Countach LP400 et se fait construire une version spéciale, la Walter Wolf Countach,.
Wolf est également à l'origine d'une édition spéciale de la Suzuki RG 250 : la Suzuki RG 250 Walter Wolf.
Walter Wolf prête son nom à la marque croate de cigarettes éponymes.

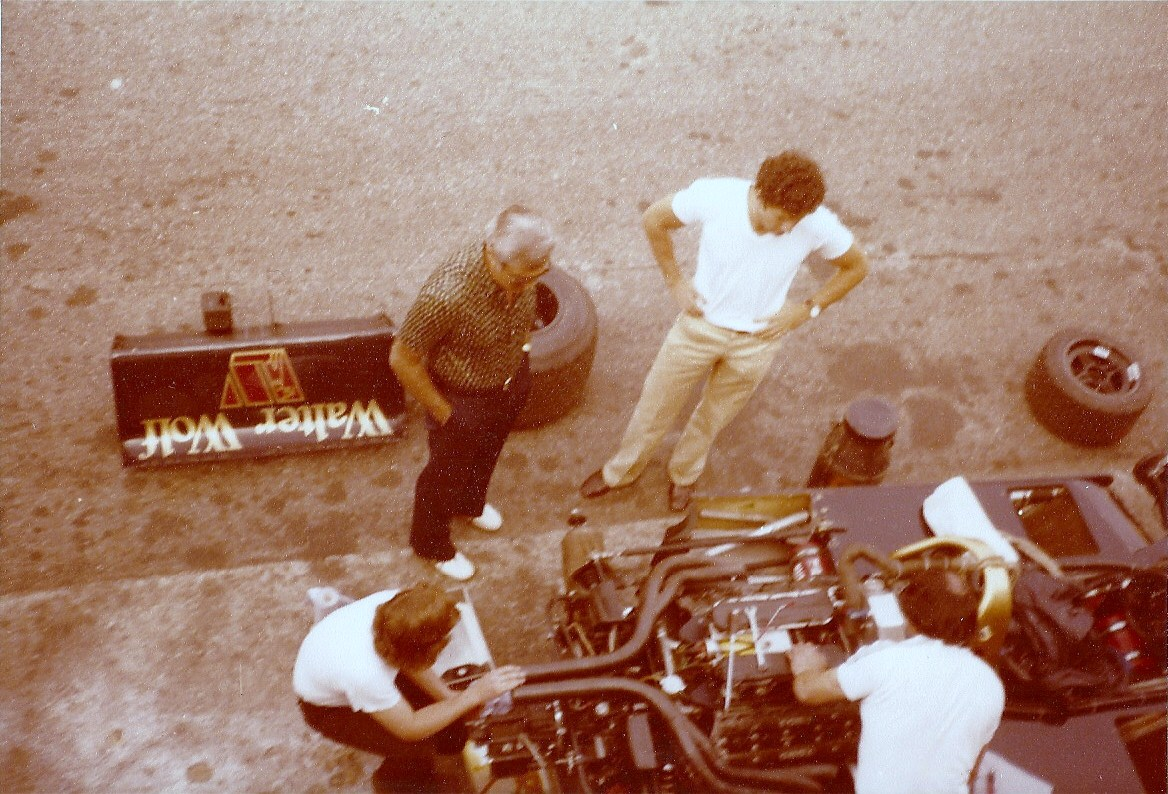
Walter Wolf (debout à gauche) lors du Grand Prix d'Italie en 1978.
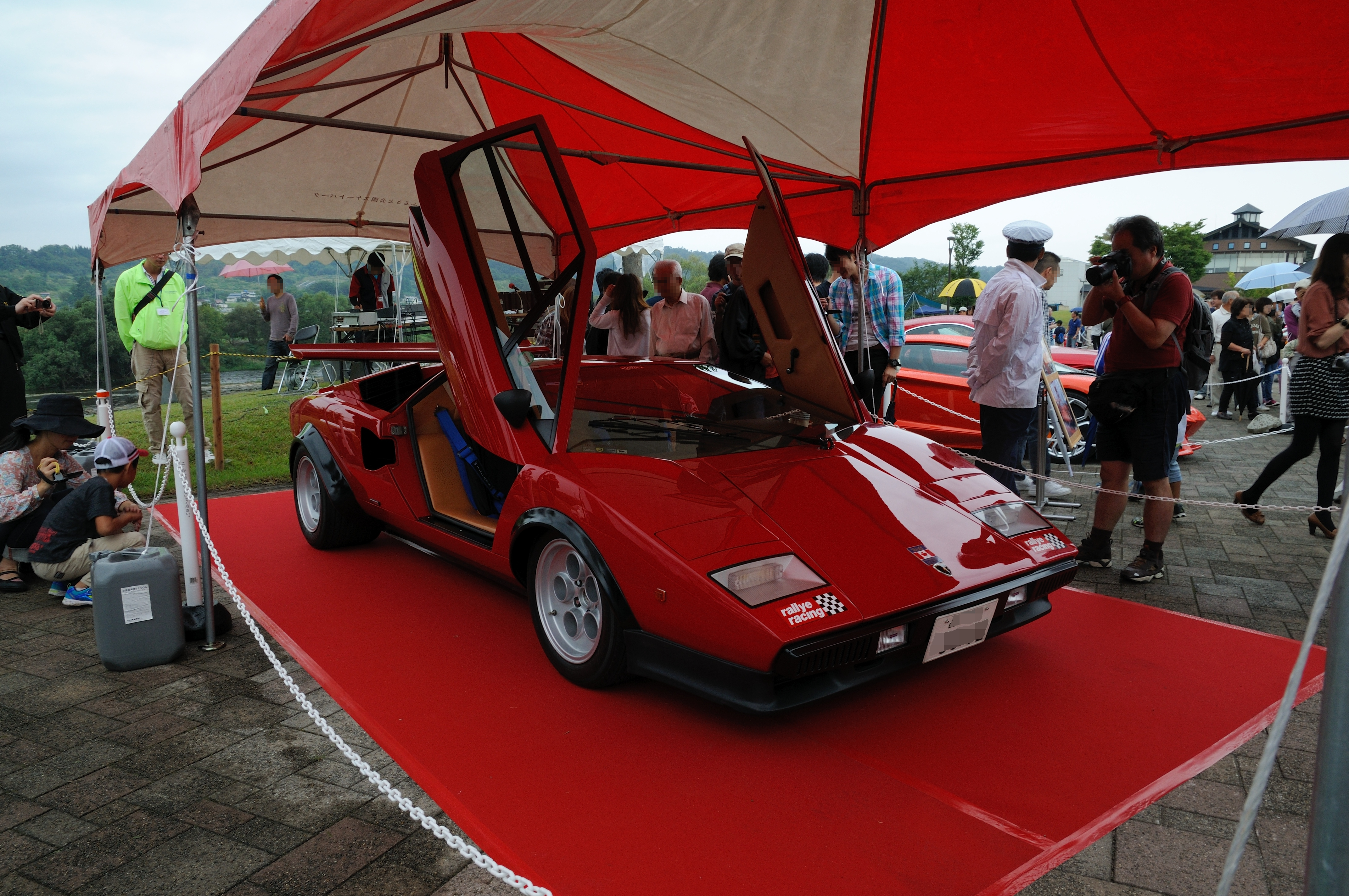
La Walter Wolf Countach (vue trois-quart avant)
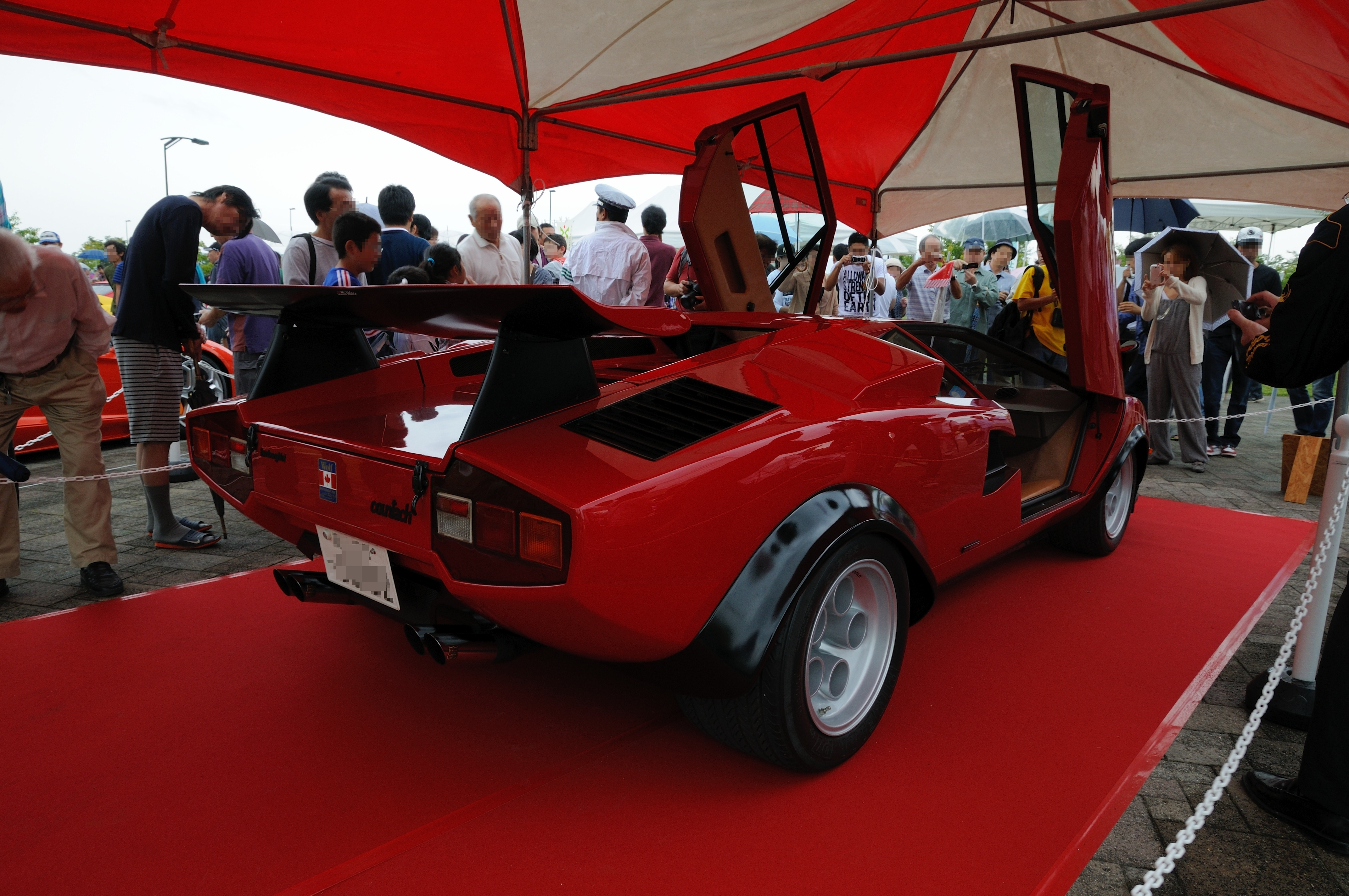
La Walter Wolf Countach (vue trois-quart arrière)
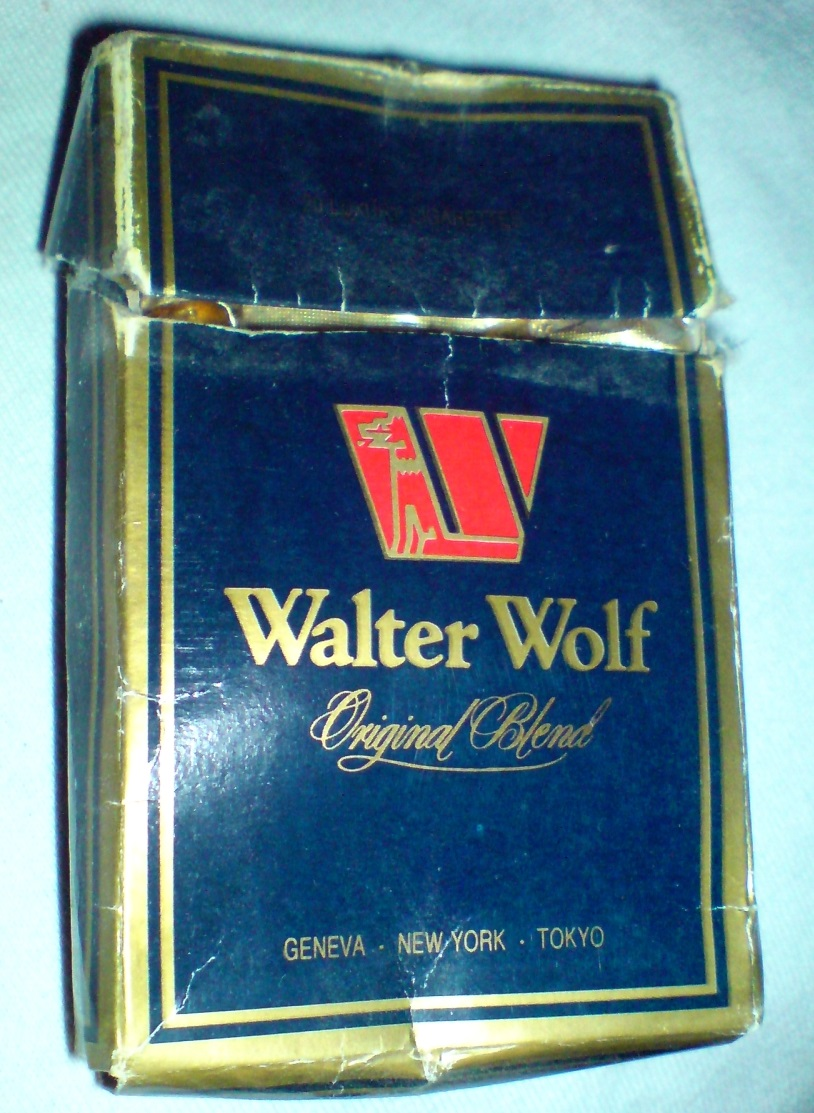
Un paquet de cigarettes de la marque Walter Wolf.

## Distinction
Introduit en 1996 au Canadian Motorsport Hall of Fame (en).